# 紐倫堡地鐵
紐倫堡地鐵（德語：U-Bahn Nürnberg）是德國巴伐利亞紐倫堡的地鐵系統。目前紐倫堡地鐵共有三條路線 (U 1、U 2、U 3)，累計長度為38.2公里，車站總數為49個。紐倫堡地鐵於1967年決定開工，1972年開通第一條路線，1984年開通第二條路線，2008年開通了第三條路線。紐倫堡地鐵由紐倫堡運輸公司 (VAG)和福爾特基礎設施在兩個城市分別營運，不過兩者都是大紐倫堡運輸協會(VGN) 的成員，因此使用一樣的費率。

## 歷史

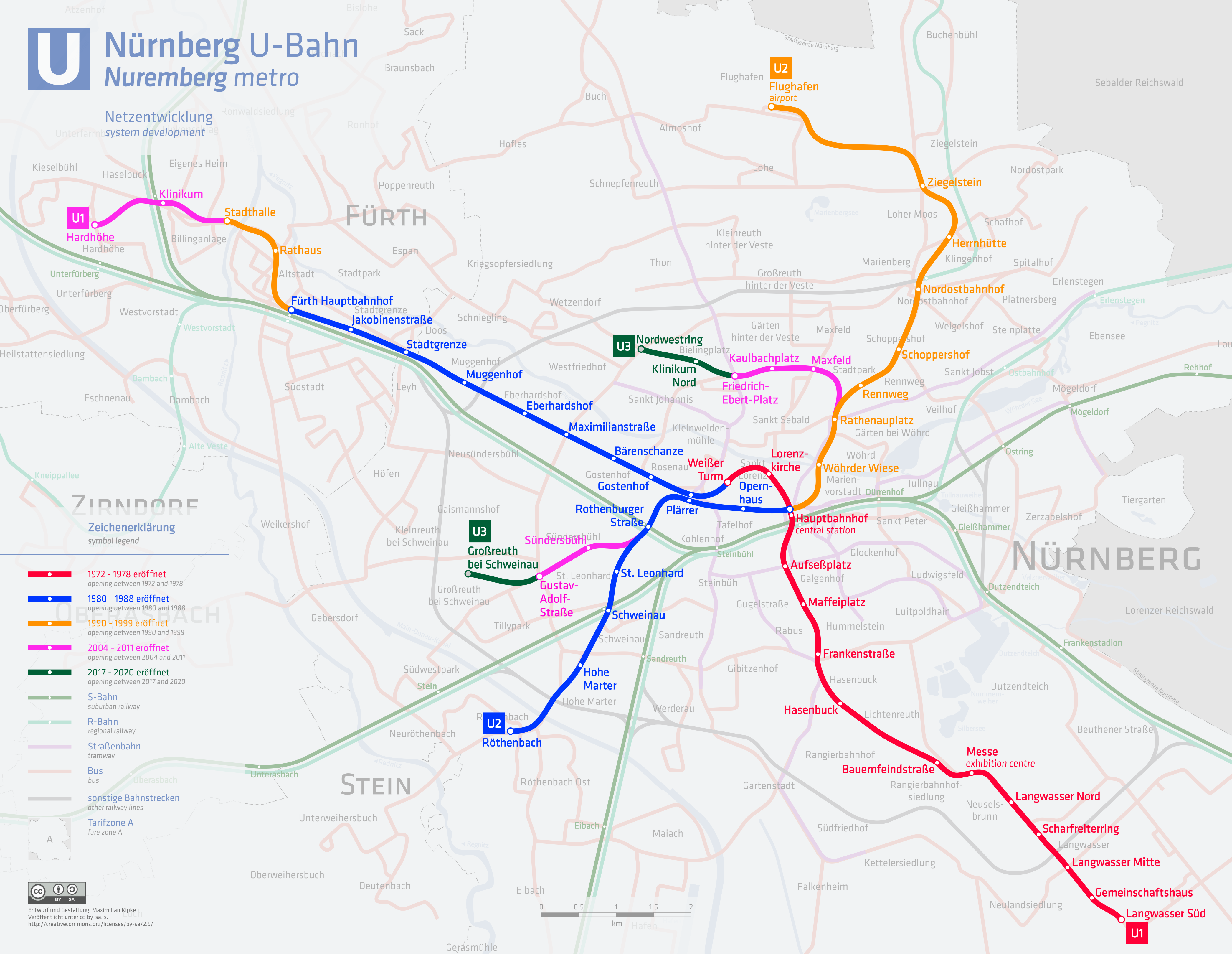
紐倫堡地鐵的歷史發展。

### 初步規劃
紐倫堡地鐵計劃可以追溯到 1925 年，當時研究生工程師奧斯卡弗雷塔格表示應在福爾特大街下建造一條電氣化鐵道，取代1922年停止營運的巴伐利亚路德维希铁路，該計畫規劃了4.7公里長的鐵路，5個車站，但由於高昂的技術工作和成本而被放棄。納粹統治時期，紐倫堡曾在希特勒要求下建造高架鐵道，與地下有軌電車，但後來被拆除，或在戰爭中毀損。
戰後西德經歷德國經濟奇蹟，隨著經濟增長，私人載具增加，有軌電車被認為是過時的大眾運輸工具，興建地下快速軌道交通的呼聲再次出現。1963年紐倫堡市議會依據公共交通專家的意見，提出建造地下有軌電車 (准地铁)，並具備升級為地鐵條件的計畫。然而1965年市議會改變1963年的決定，決議直接建設地鐵系統。

### 建設與開通
1960年代末期紐倫堡針對地鐵路網提出幾種方案，1971年市議會決定路網規劃，但在此之前地鐵在1967年便開始建設，路線沒有爭議的U1線東南段先行動工，並於1972年3月1日開通，紐倫堡成為德國第四個擁有地鐵的城市，僅次於柏林、漢堡和慕尼黑。同時鄰近紐倫堡的福爾特也在1971決定其地鐵路線，並在1976年將詳細規畫委託紐倫堡進行。相較於東南郊區的順利開通，市中心路段在路線規劃便陷入爭議、多次修改，直到1978年U1線紐倫堡市中心路段終於通車。

### 路網擴張
隨後U1線繼續往福爾特方向修建，1981年通車至埃伯哈德斯霍夫站，這導致運營100年的紐倫堡-福爾特有軌電車結束其在福爾特的營運。1982年U1再延伸至雅各賓大街站；3年後，1985年U1線終於延伸至菲尔特中央車站站。
U1向福爾特延伸的同時，U2線的南段也開始建造，U2的首個路段於1984年1月通車，以普拉勒站為起點，該站可與U1轉乘，U2開通初期以U1支線的形式運營，1986年向南延伸至目前終點站--勒滕巴赫。1988年U2線的市區延伸通車，終點在纽伦堡中央車站站，並與U1線交會，此後U2開始獨立運營。
1990年代，U2線分段向北延伸，1996年U2線開通至赫恩胡特站，但剩餘通往纽伦堡机场的路段，因為紐倫堡市的財務問題，最終在齊格爾施泰因站到紐倫堡機場站區間只建設單線鐵路，因此U2線部分列車齊格爾施泰因站為終點，紐倫堡機場站的班距拉長為10分鐘，U2全線於1999年通車。在2008年柏林-滕珀尔霍夫机场關閉後，紐倫堡地鐵U 2線成為目前德國唯一的機場連絡地鐵。
另外U1線也在1998年12月延伸至福爾特市政廳站；2007年12月延伸至目前終點站福爾特-哈德赫站。

### U3線開通
U1與U2線開通之後，紐倫堡開始考慮U3線的建造，根據1971年的計畫，U3將是一條獨立於U1與U2的路線，但1990年代紐倫堡因為財政問題，無法負擔原計畫的U3線建設經費。於是紐倫堡在1990年代重新規壞U3線，1996年提出新的U3線規劃，新的規畫在市區路段與U2共線，用以縮減建設經費。但與U2共線帶來另一個問題：既有的信號系統不允許兩線共線帶來的密集班距，為此紐倫堡重新為U2與U3線的列車和信號系統招標，結果由西门子於2001年勝出，另外U3預計採用自動駕駛，成為紐倫堡地一條自動駕駛的地鐵。
2006年U3的建設完工，原本預計在2006年世界盃前開通，但因為測試時出現問題，無法按計畫開通，最終U3線延遲至2008年6月14日才開通。U3通車之後，與U2共線的路段成為世界上第一條，同時有自動駕駛與手動駕駛列車運行的地鐵路線。不過隨後U2線也在2010年轉換為自動駕駛，U1目前還沒有相關的具體計畫。U3在2008年通車之後，又在2010年代進行三次延伸，分別在2011與2017年分兩段，開通北端的4個車站，2020年再開通南端的1個車站。

## 路線

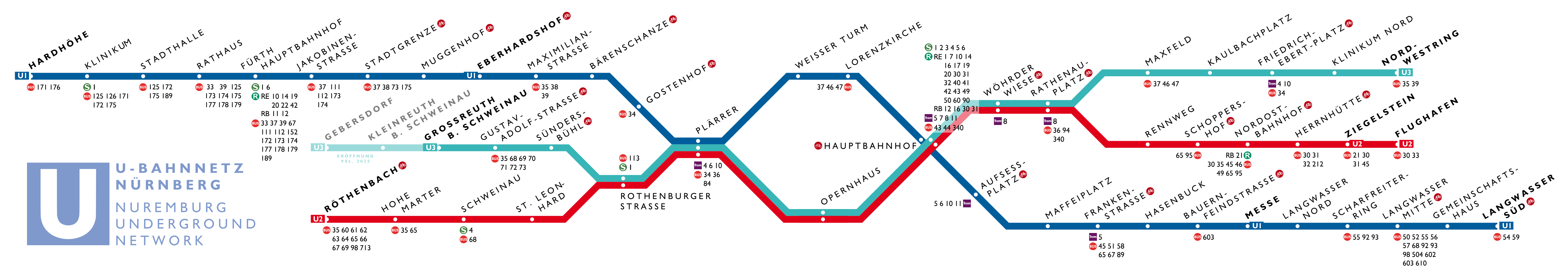
紐倫堡地鐵營運示意圖

| 路線 | 起點↔終點                | 開通時間 | 總長 (km) | 車站數 |
| ---- | ------------------------ | -------- | --------- | ------ |
| U 1  | 福爾特-哈德赫 ↔ 朗瓦瑟南 | 1972     | 18.5      | 27     |
| U 2  | 紐倫堡機場 ↔ 勒滕巴赫    | 1984     | 13.2      | 16     |
| U 3  | 西北環路 ↔ 格羅斯羅伊特  | 2008     | 8.1       | 13     |

## 地鐵列車
紐倫堡地鐵的車輛在標準軌距軌道（1435 毫米軌距）上運行，使用電力為 750 伏特直流電，以第三軌的形式供應電力。VGA共有 109 組列車， DT1 到 DT3以及向慕尼黑地鐵 (MVG)購買的MVG-A型，均以2節車廂為一組，因此稱為「雙聯-動車組」(縮寫為DT)，營運時將兩組編為一列，成為4節編組的列車運行。最新購入的G1型則是4節車廂為一組。

### DT1型

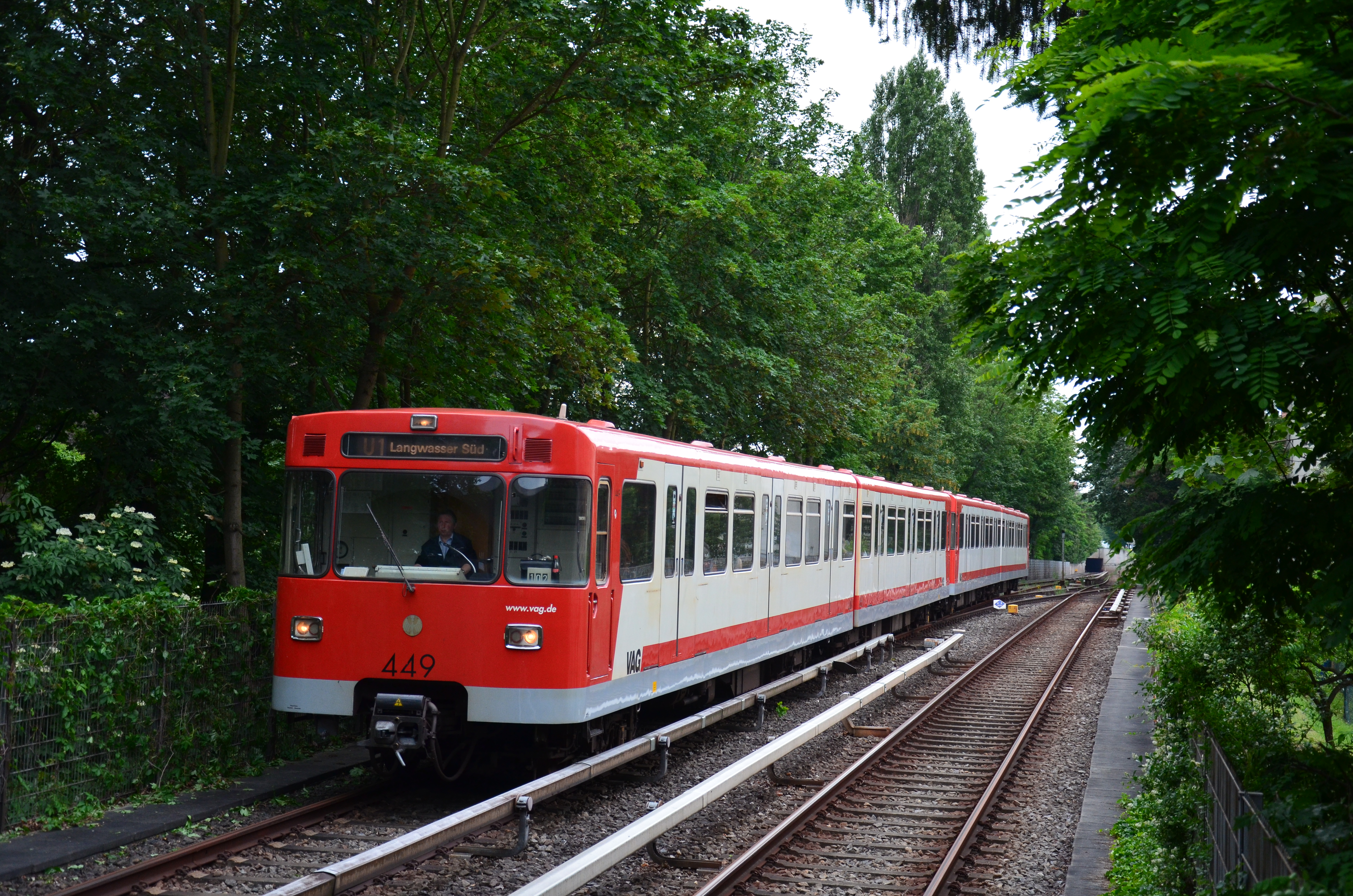
VAG-DT1型

DT1型為VAG的初代列車，其製造商包括西门子、AEG、MAN集團，DT1型的技術完全參照慕尼黑的MVG-A型，使兩個系統得以互換借用列車。列車於1970年代開始交付，到1984年為止，共交付6批、64組雙聯動車組，一組DT1型的載客量為290人，最高設計速度為80公里/小時。DT1型目前正在逐步除役，2010年第一批DT1在交付後40年除役，2012年第二批 (編號433/434和443/444除外)除役，目前VAG還有42組DT1型列車。

### DT2型

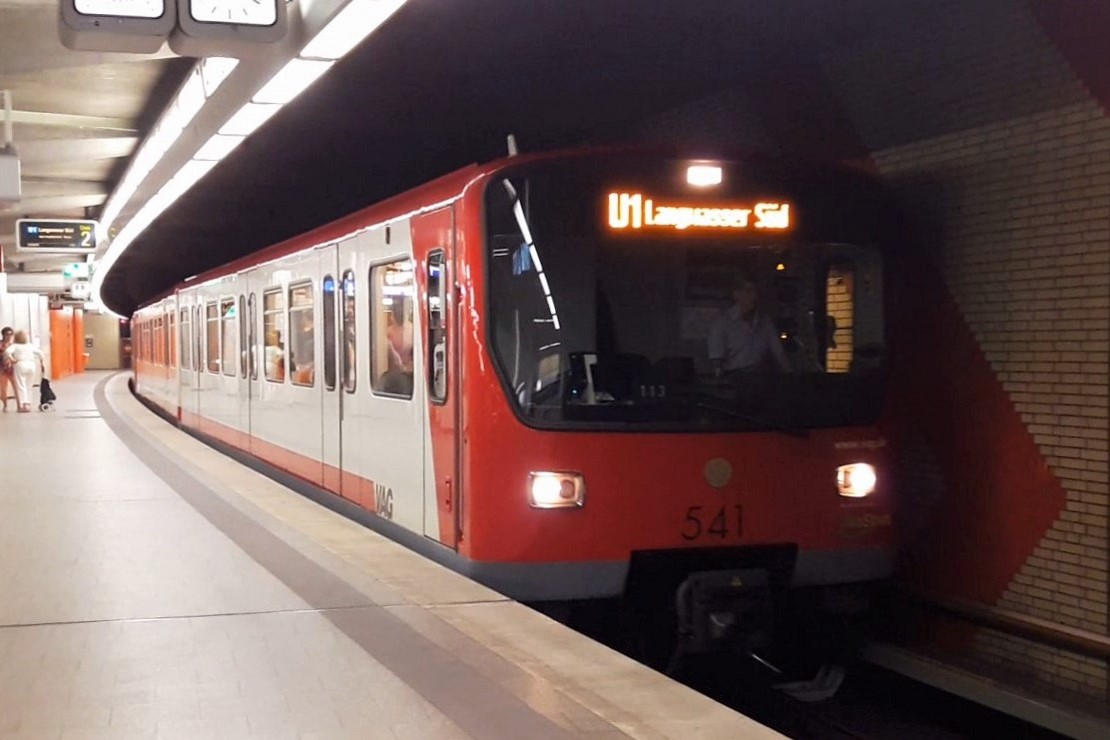
VAG-DT2型

由於U2線在1990年代向北延伸，DT1型的數量已不足以應付路網所需，而且列車製造技術已經進步，VAG決定引入新的列車，新列車的製造商為西门子與ABB-戴姆勒-賓士運輸，以MVG-B型列車為基礎製造。DT2型列車於1993到1994年交付，共交付12組雙聯動車組，一組DT2型的載客量與DT1相同為290人，但減少座位，增加站立空間，列車最高設計速度為80公里/小時，目前12組DT2型都在營運中。

### DT3型

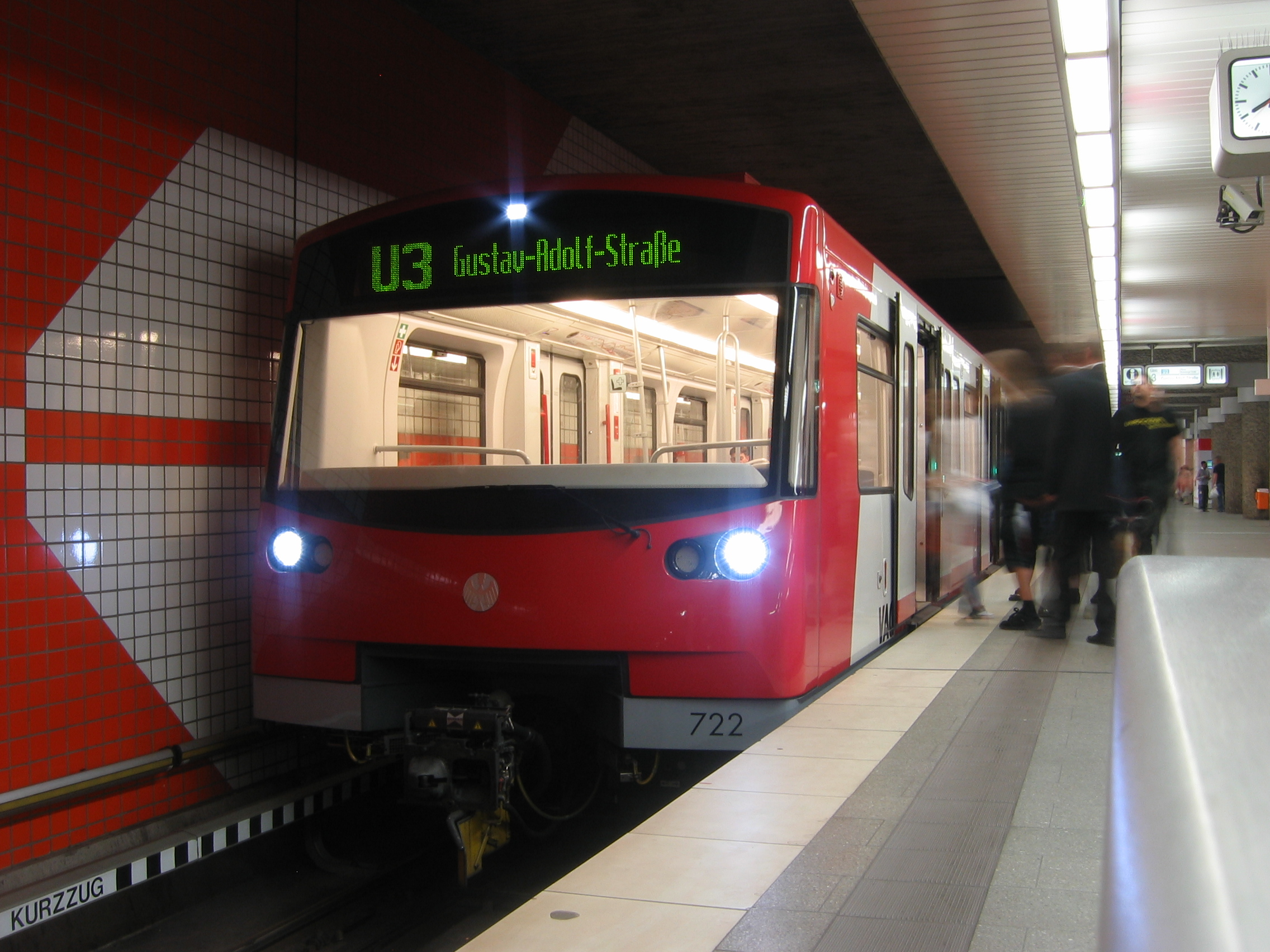
VAG-DT3型，沒有駕駛室。

由於U3線決定採用自動駕駛，VAG勢必引進新的車輛用於U3線的行駛，新列車由西門子獨立製造，於2004年開始交付，並定名為DT3型，DT3與前兩款DT列車最大的不同在於，DT3沒有駕駛室的配置，每組列車的兩節車廂間連通，但編為一列的兩組車廂不連通。至2007年為止，DT3共交付32組列車，因為U3線延遲開通，DT3直到2008年才開始投入營運，一組DT3型的載客量為320人，最高設計速度為80公里/小時。U2線完成自動化信號改進後，自2010年1月開始，也使用DT3型列車運營。
2008年VAG宣布增購14組新的DT3型列車，與先前的DT3不同，新的列車將配置駕駛室，因此可以在U2與U3線上自動駕駛，也可以在U1線上，以手動駕駛營運，新的列車定名為DT3-F，於2010年交付，2011年5月開始投入營運。因為配置駕駛室，DT3-F的載客量為288人，最高設計速度為80公里/小時。目前VAG共有32組DT3與14組DT3-F，共46組DT3系列列車，DT3 和 DT3-F 可以在自動駕駛的 U2 和 U3 線上混編。

### MVG-A型

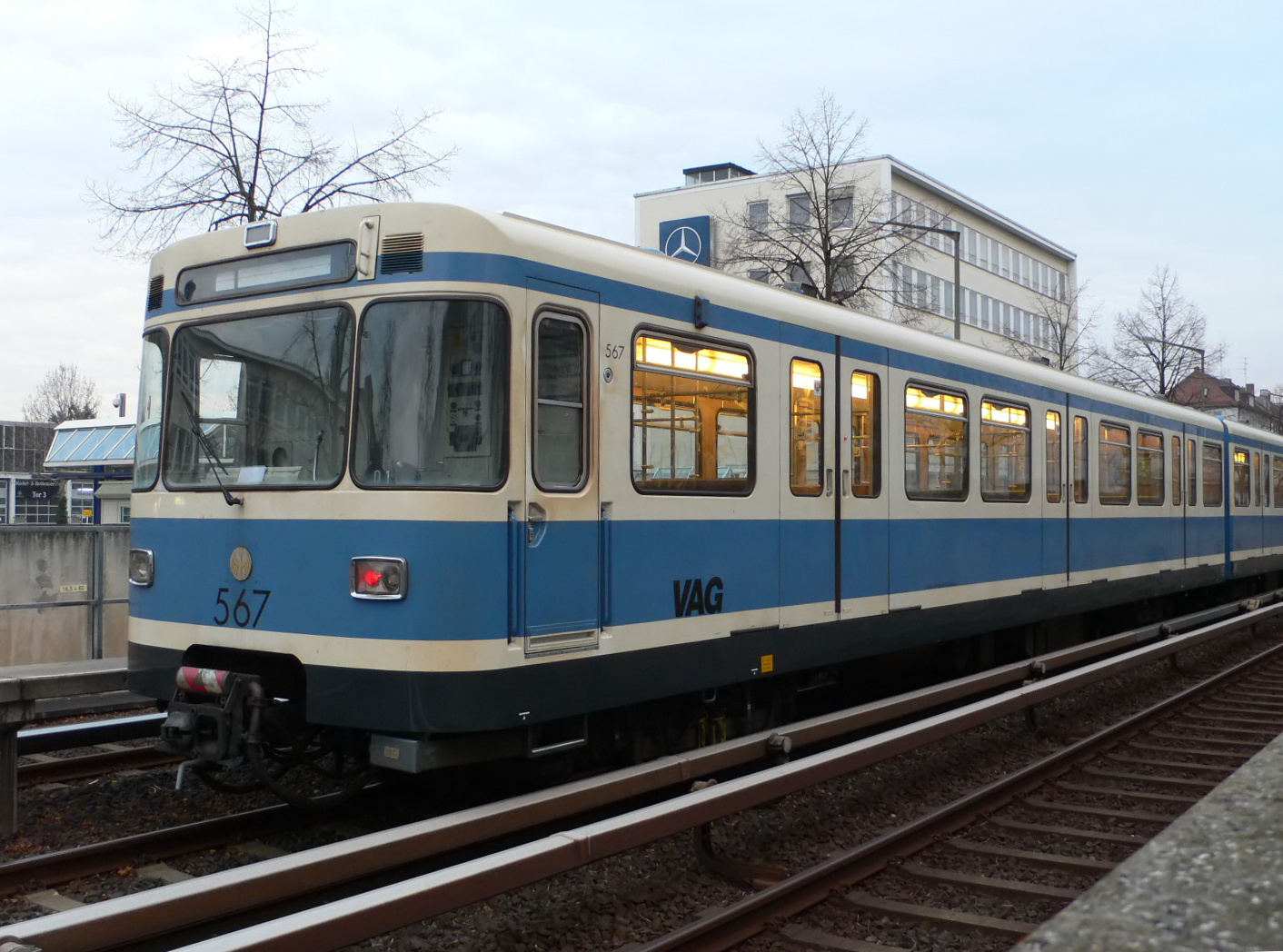
在紐倫堡運營的MVG-A型。

由於VAG與MAG的列車技術相同，因此開通初期兩個系統經常交換借用列車，不過2003年時，VAG曾以「購買」的方式，向MVG購買6組MVG-A型列車，當時MVG已經計畫替換MVG-A型，VAG因此得以購買的型式獲得該列車，以應付列車數量短缺的狀況。MVG-A型的各項技術參數與VAG的DT1型相同，不過外表為藍白塗裝，而非VAG-DT系列的紅白塗裝，6組MVG-A型以原有的藍白塗裝在VAG的路線上行駛，直到2009年7月。

### G1型

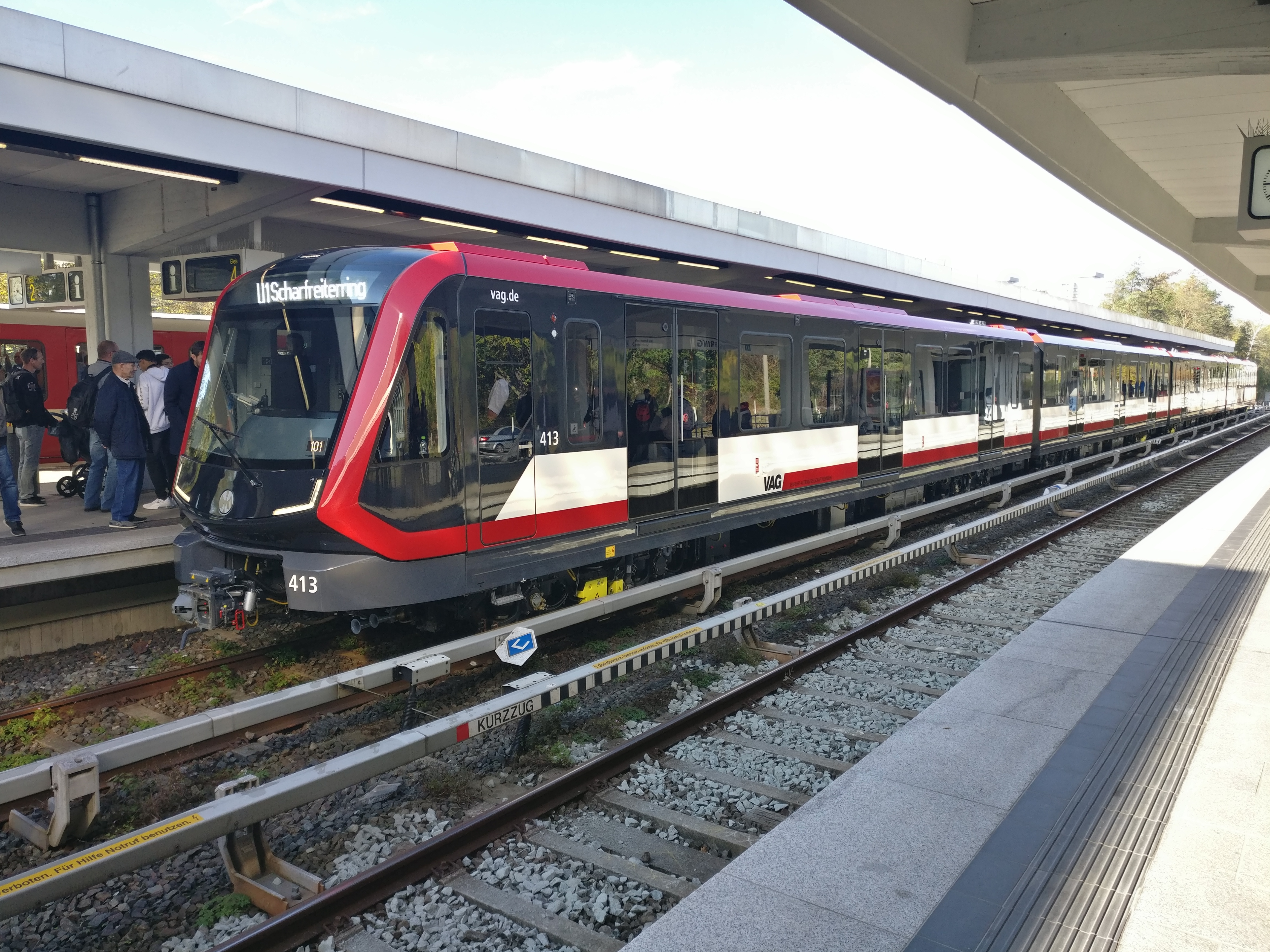
VGA-G1型

在經過40餘年的使用後，DT1的維護成本已經過高，2015年VAG決定引入新的車輛，以全面替換DT1型列車。新列車交由西門子獨立製造，G1型列車與過去其他列車最大的不同是，G1由4節相連通的車廂為一組。2018年VAG行使選擇權，增訂6組G1，以替換目前營運中的12組DT2型列車，2019年VAG再增訂7組G1型列車，同年5月3日首輛G1型列車運抵紐倫堡，2020年8月20日G1型首次投入使用。目前VAG訂購34列G1型列車，其中2列已經交付，每列車可載運604位乘客。

### 車輛交換
由於VAG與MAG的列車技術相同，因此開通初期兩個系統經常交換借用列車，下方列表為兩系統列車借用紀錄。
| 出借方 | 借用方 | 原因                             | 借用時間                      | 借用列車 (數量) |
| ------ | ------ | -------------------------------- | ----------------------------- | --------------- |
| VAG    | MAG    | 1972年夏季奥运会                 | 1972年8月6日至1972年9月11日   | DT1 (4組)       |
| MAG    | VAG    | 紐倫堡U1市區段開通               | 1978年3月至1978年9月6日       | MVG-A (3組)     |
| MAG    | VAG    | 德國新教教會大會與紐倫堡聖誕市場 | 1978年10月28日至1979年4月     | MVG-A (3組)     |
| VAG    | MAG    | 教皇訪問                         | 1980 年 11 月 19 日           | DT1 (3組)       |
| MAG    | VAG    | VAG-DT2型維護                    | 2006年10月4日至2008年10月14日 | MVG-A (4組)     |

## 未來規劃

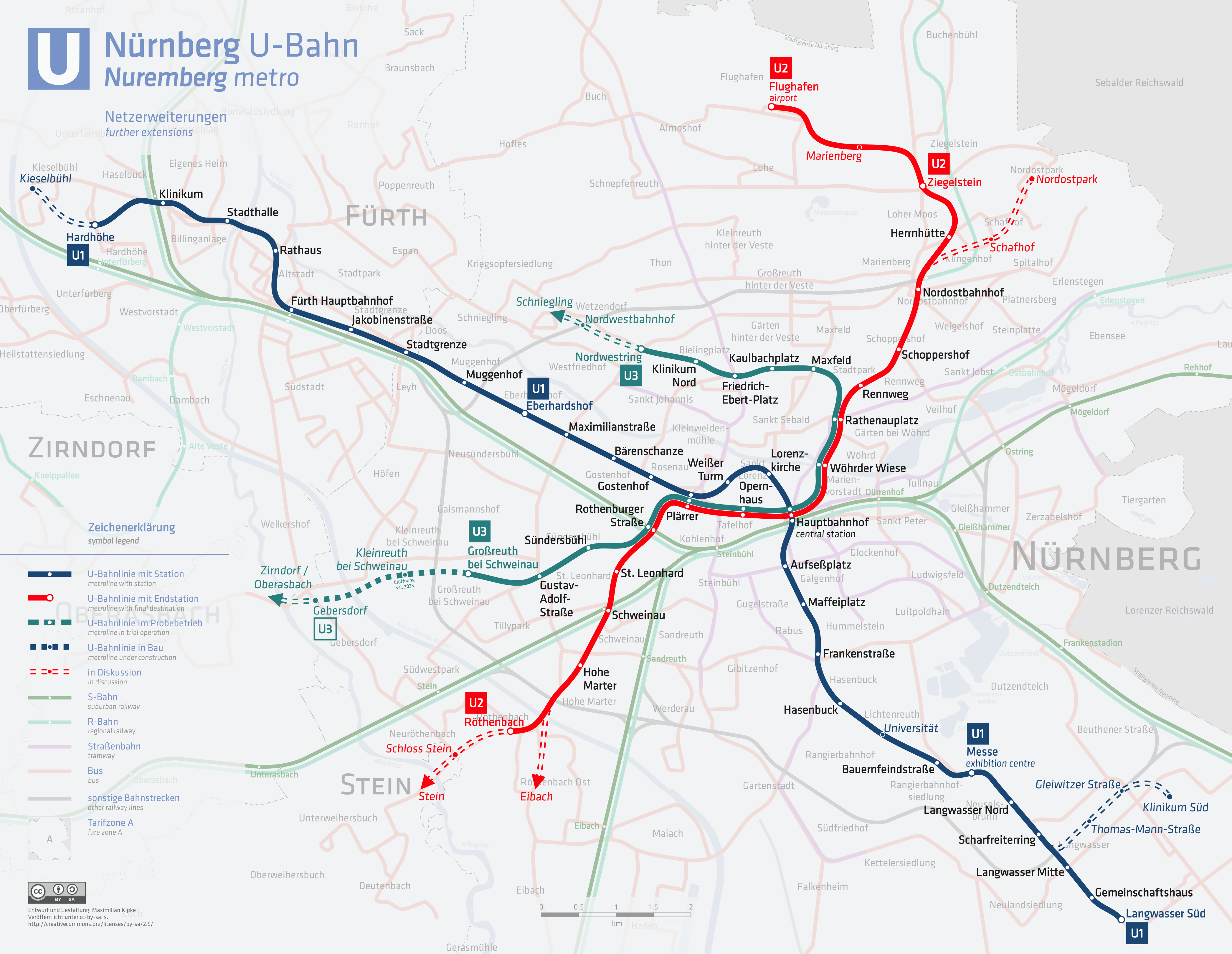
紐倫堡地鐵可能的延伸計畫。

U3線南段的延伸是目前VAG唯一正在興建的項目，該項目計畫將U3線的南段向西延伸，新建2座車站，通往格伯斯多夫，預計2025年完工。然而除此之外，VAG其他的擴建計劃都限於紙上規劃與訴求，基本原因是紐倫堡的財政無力負擔新的擴張，新的建設只能依賴聯邦與州政府的資金，但想獲得補助需要有較高的成本效益比，然而目前規畫都未能符合成本效益本「1.00」的標準，因此未能進入詳細規劃審核。

## 外部連結
- VAG Nuremberg official site （页面存档备份，存于） （英文）
- VAG Nürnberg official site （页面存档备份，存于） （德文）
- Implementation of an automated metro in Nuremberg （页面存档备份，存于） （德文） and （英文）
- Page on U-Bahn and S-Bahn in Nuremberg （页面存档备份，存于） （德文）
- Page on local transport in Franconia （页面存档备份，存于） （德文）
- pics from Nuremberg underground （页面存档备份，存于） （德文） 或 （英文）